# Boterdiep
Boterdiep (v dialektu Gronigs Botterdaip, česky Máslový kanál) je kanál v provincii Groningen v Nizozemsku. Byl určen pro vnitrozemskou plavbu. Název odkazuje na mléčné výrobky přepravované kanálem. Kdysi začínal v centru Groningenu, ale byl přesměrován do Van Starkenborghkanaal.

## Historie
V 15. století poskytoval spojení mezi Bedum a Groningenem příkop Cleisloot. V roce 1625 byl příkop přestavěn na kanál, kvůli čemuž byla vesnice Zuidwolde rozdělena na dvě části.:s.167 V roce 1653 byl Boterdiep prodloužen do Onderdendamu a roku 1660 až do Kantens. V roce 1695 byl prodloužen do Uithuizenu, kde končil v malém přístavu.

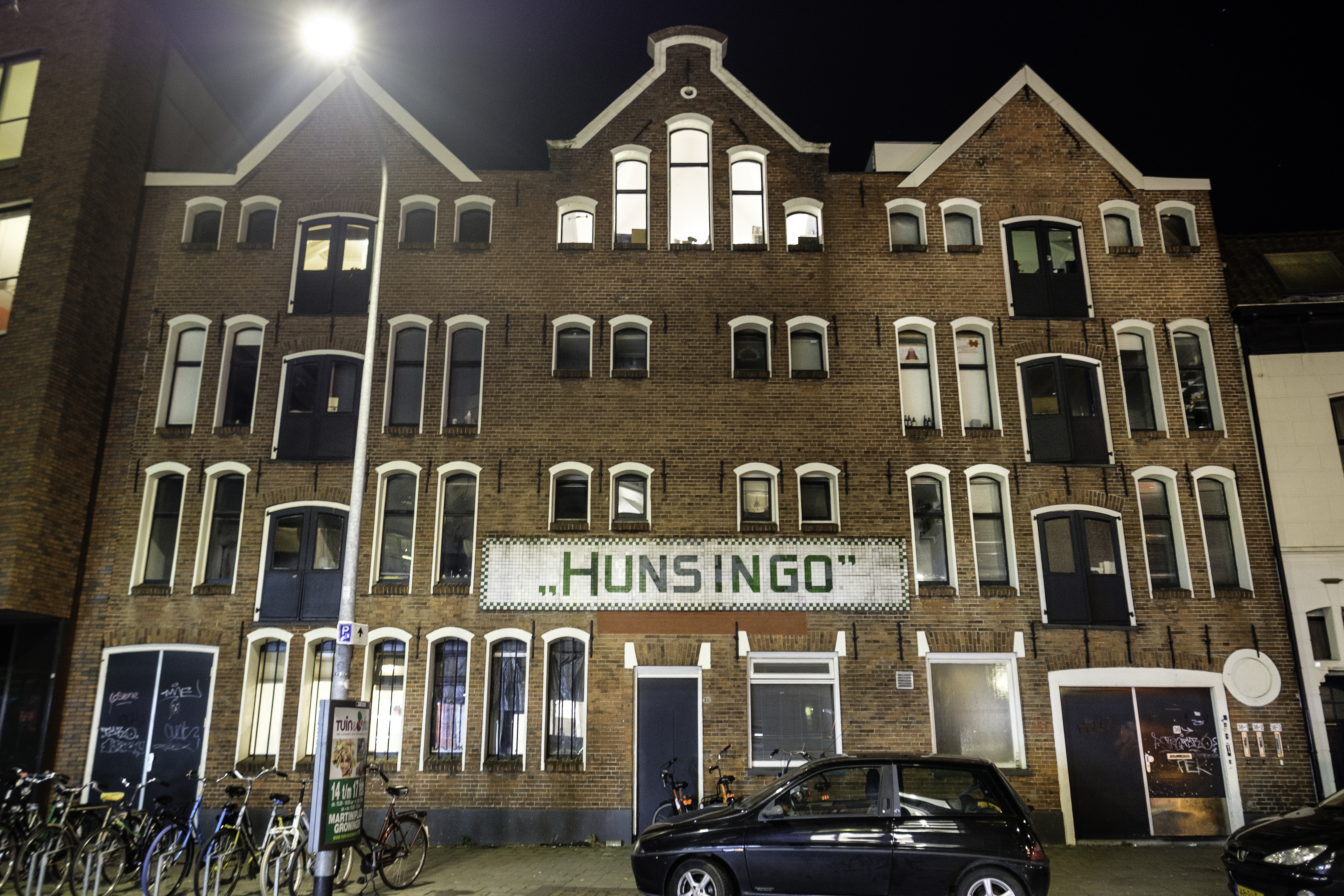
Sklady podél Gedempte Boterdiep

Od 17. do začátku 20. století představoval kanál Boterdiep hlavní dopravní tepnu. Z obou stran byl lemován potahovými stezkami. Kanál začínal ve čtvrti Turfsingel v centru Groningenu. Na začátku 20. století byl vyhlouben kanál Van Starkenborghkanaal a roku 1912 do něj byl napojen i kanál Boterdiep.:s.98
Sekce v Groningenu byla zasypána a byla přejmenována na Gedempte Boterdiep.:s.98 V roce 1973 bylo zasypáno dalších 700 metrů, aby bylo možné postavit silnici do Eemshavenu.
Boterdiep se dnes používá hlavně pro rekreační plavby a platí zde rychlostní limit 6 km/h. V roce 2020 byly potahové stezky přestavěny na cyklostezky a stezky pro pěší.